# Avérard de Médicis (1320)
 (février 2025).
Si vous disposez d'ouvrages ou d'articles de référence ou si vous connaissez des sites web de qualité traitant du thème abordé ici, merci de compléter l'article en donnant les références utiles à sa vérifiabilité et en les liant à la section « Notes et références ».
 (février 2025).
Averardo de' Medici (1320 - 1363), également connu sous le nom d'Everard De Medici ou Bicci pour lever l'ambiguïté avec ses deux ancêtres homonymes, est connu pour notamment être le père de Jean de Médicis qui  deviendra plus tard le premier membre historiquement important de la famille Médicis de Florence et le fondateur de la Banque Médicis.

## Biographie
Il est  le fils de Salvestro de' Medici (1300, Florence – 1346, Florence ; fils d'Averardo II de' Medici, 1270-1319), « il Chiarissimo » ( « le plus beau » pour son teint, ou également interprété comme « le plus clair ») et père de trois enfants dont Jean de Médicis deviendra le premier membre historiquement important de la famille Médicis de Florence et le fondateur de la Banque Médicis.
Il doit son nom au légendaire chevalier Avérard, dont les Médicis prétendent être les descendants. Il était un cousin germain de Salvestro de' Medici.

## Enfants
- Jean de Médicis ; marié à Piccarda Bueri.
- Francesco de Médicis (mort en 1402) ; marié à Selvaggia Gianfigliazzi puis à Francesca Balducci.
- Antonia de Médicis ; mariée à Angelo Ardinghelli.